# Walter Salzmann (Bildhauer)
Walter Salzmann (* 29. Mai 1930 in Dornbirn; † 21. März 2008) war ein österreichischer Bildhauer und Keramiker.

## Leben
Walter Salzmann machte von 1945 bis 1947 eine Töpferlehre beim Keramiker Josef Mäser in Dornbirn. 1947 erblindet er. Von 1949 bis 1952 studierte er an der Universität für angewandte Kunst Wien bei Robert Obsieger. Er hatte eine persönliche Beziehung zu Fritz Wotruba und begegnete dem Kunsttheoretiker Heimo Kuchling. Ab 1952 arbeitete er als freier Bildhauer und Keramiker in Vorarlberg.
Anfangs arbeitete Walter Salzmann mit Ton, ab den 1950er und 1960er Jahren auch in Stein. Ab 1967/1968 abrupte expressive Arbeiten in Ton für Bronzegüsse. In den 1990er Jahren Arbeiten aus Papier auf Drahtgestell als Vorlage für Bronzegüsse.

## Auszeichnungen
Walter Salzmann erhielt 1959 den Theodor-Körner-Preis für Kunst und Wissenschaft, 1963 den Kulturpreis der Stadt Dornbirn und den Förderpreis des Landes Vorarlberg.

## Kunst im öffentlichen Raum
- 1962 Museum des 20. Jahrhunderts Wien, Skulpturenhof, Plastik
- 1963 Neues Landhaus Bregenz, Hockende Figur, Bronzeguss
- 1965 HAK Bregenz, Lautenspieler
- 1981 Blinden-Kulturzentrum Linz, Sitzender
- 1994 Gemeinde Götzis, Betongüsse